# کانهیروده
کانهیروده (به انگلیسی: Kanhirode) یک منطقهٔ مسکونی در هند است که در بخش کنور واقع شده‌است. کانهیروده ۸٫۱۳ کیلومتر مربع مساحت و ۱۵٬۳۵۳ نفر جمعیت دارد.